# Maffeo Girardi
Maffeo Girardi (anche Gerardi, Ghirardi e simili; Venezia, 1406 – Terni, 14 settembre 1492) è stato un cardinale e patriarca cattolico italiano.

## Biografia
Membro di una famiglia veneziana di recente nobiltà, iscritta al patriziato per meriti acquisiti durante la guerra di Chioggia e che aveva fatto fortuna con attività commerciali e finanziarie, dopo essersi laureato a Padova in filosofia e teologia, nel 1438 entrò come insegnante nel monastero camaldolese di San Michele in Isola.
Fu nominato patriarca di Venezia dal Senato veneto all'unanimità nell'aprile 1466; fu confermato nell'incarico da papa Paolo II il 16 dicembre 1468, dopo incessanti pressioni degli ambasciatori veneziani.
Fu creato cardinale in pectore nel concistoro del 9 marzo 1489 da papa Innocenzo VIII, il quale morì il 25 luglio 1492 senza aver pubblicato la nomina. In ogni caso, ancor prima che il papa morisse, il Senato veneto inviò a Roma tutte le lettere ed i brevi che dovevano attestare presso il Collegio cardinalizio i titoli di Girardi e permettere la sua partecipazione al conclave.
Il Girardi lasciò la diocesi ad Antonio Saracco e al nipote Andrea Memo, e arrivò a Roma il 3 agosto, dove fu ricevuto dal cardinale Giovanni Battista Orsini. Il giorno seguente fu accolto dal Collegio cardinalizio, che riconobbe i suoi titoli; nell'occasione Girardi ricevette il titolo cardinalizio dei Santi Nereo ed Achilleo, che era vacante da alcuni anni.
Morì a Terni sulla via del ritorno a Venezia. Il corpo fu trasferito a Venezia e sepolto nella cattedrale di san Pietro.

## Genealogia episcopale e successione apostolica
La genealogia episcopale è:
- Vescovo Placido Pavanello
- Cardinale Maffeo Girardi

La successione apostolica è
- Vescovo Pietro Bruto (1469)
- Vescovo Pietro Carlo (1470)
- Vescovo Marco de Gusmariis (1474)
- Vescovo Juraj Divnić (1479)